# Merga apicispottis
Merga apicispottis is een hydroïdpoliep uit de familie Pandeidae. De poliep komt uit het geslacht Merga. Merga apicispottis werd in 2009 voor het eerst wetenschappelijk beschreven door Xu, Huang & Lin. 